# Hoplia aureola
Hoplia aureola är en skalbaggsart som beskrevs av Peter Simon Pallas 1781. Hoplia aureola ingår i släktet Hoplia och familjen Melolonthidae. Inga underarter finns listade i Catalogue of Life.